# Vouauxiomyces santessonii
Vouauxiomyces santessonii är en lavart som beskrevs av D. Hawksw. 1981. Vouauxiomyces santessonii ingår i släktet Vouauxiomyces, divisionen sporsäcksvampar och riket svampar.  Arten är reproducerande i Sverige. Inga underarter finns listade i Catalogue of Life.